# Jean Chièze
Jean André Chièze, né le 18 juillet 1898 à Valence (Drôme), mort le 2 mai 1975 à Guilherand (Ardèche), est un graveur sur bois français.

## Biographie
Jean Chièze passe son adolescence à Lyon et découvre, grâce à son maître Henri Focillon, les xylographies primitives qui auront une grande influence sur son œuvre. Devenu professeur de dessin, il enseigne dans plusieurs lycées avant de terminer sa carrière à Saint-Cloud. Cette pérégrination à travers la France lui permet une confrontation renouvelée avec des régions à forte tradition populaire comme la Corse, la Provence, la Bretagne, le Vivarais, etc., dont on retrouve trace dans le choix des œuvres qu'il illustre.
Peintre, écrivain et lithographe, c'est surtout avec la gravure sur bois que son art s'exprime le mieux. Art difficile qui demande une grande maîtrise technique dans l'incision au canif, à la gouge ou au burin, ce type de gravure n'admettant ni l'erreur ni le retour en arrière. À cause de ces difficultés techniques, la gravure sur bois a perdu de son importance et Jean Chièze est considéré aujourd'hui comme un de ses derniers grands représentants. Il collabore à la revue Septimanie (Narbonne, lancée en 1923).
À partir de 1970, il retourne vivre aux Granges au bord du Rhône, le pays de sa jeunesse ; c'est là qu'il finira sa vie.

## Commentaire
Georges Dominique Oberti, sous-directeur des musées de France et ami de l'artiste, exprime ainsi la façon de procéder de Jean Chièze :

« Jean Chièze avait une imagination à la fois riche et sensible : elle reposait sur de vastes connaissances et sur des recherches approfondies ; tous ses rêves, toutes les inventions de ses dessins s'appuyaient d'abord sur des études historiques, scientifiques ou anatomiques. Ce n'était que lorsqu'il maîtrisait la vérité, lorsqu'il avait pénétré complètement l'âme du sujet qu'il laissait ses sentiments le diriger ; alors les fantaisies les plus extraordinaires se déployaient sous son burin, d'autant plus audacieuses qu'elles se nourrissaient à de grandes certitudes. C'est tout cela qui donne à l'œuvre de Jean Chièze, sur le plan de la qualité, une valeur exceptionnelle ; mais elle l'est également par sa variété car, il a abordé de nombreux sujets : la médecine, les arts et traditions populaires, la mer, le Moyen Âge, le fantastique, le cirque, la faune, la flore, les médailles, la littérature, les provinces, etc. »

## Œuvres
- 1929 : Les Santons de Provence - M. Varille - Audin - Lyon
- 1930 : Les Fontaines de Provence - M. Varille - H. Jonquière - Paris
- 1931 : Le Roman de Jehan de Paris - Cercle Gryphe - L. Pichon -Paris
- 1934 : Vivarais - Hauts plateaux - Louis Pize - Éditions du Pigeonnier
- 1935 : Arnulphe le faon - M. Varille - Audin - Lyon
- 1935 : Forez - Chastel - Éditions du Pigeonnier
- 1935 : Montagnards[4] - A. Allix - Club alpin français
- 1938 : XII Almanachs vivarois (1927-1938) - Éditions du Pigeonnier
- 1939 : Au grand Vivarois Olivier de Serres - C. Forot - Éditions du Pigeonnier
- 1939 : Pantagruel - François Rabelais - Internat des hôpitaux
- 1939 : Alpages. Contes et Nouvelles des Pays d'En-Haut[5] - J. Puech - Grenoble
- 1941 : Les Saints-Patrons des corporations - R.M. Uldry -Lefèbvre - Paris
- 1942 : Luberon - M. Varille - Éditions du Pigeonnier
- 1943 : Jeanne d'Arc - Louis Madelein - Éditions du Pigeonnier
- 1944 : Vivarais - Basse-Ardèche - R. de Pampelonne - Éditions du Pigeonnier
- 1944 : Vous ne connaissez pas mon pays - Henri Béraud - Lyon - Éditions Les Tables claudiennes, H. Lardanchet
- 1945 : L'Illustre Servante - Cervantes - Éditions du Pigeonnier
- 1946 : Épreuves dans l'ombre - J. Haumont - Paris - La Résistance dans l'imprimerie
- 1946 : Les Saints Patrons - Henri Pourrat - Imagerie Française - Limoges
- 1948 : L'Effigie de César - J. Variot - Lefebvre - Paris
- 1949 : Robinson Crusoe - Daniel Defoe - Éditions G. P. - Paris
- 1949 : Histoires extraordinaires - Edgar Poe - Éditions G. P. - Paris
- 1949 : Légende d'Eulenspiegel - Ch De Coster - Éditions G. P. - Paris
- 1950 : Tristan et Yseut - P. d'Espezel - Club bibliophile de France - Paris
- 1950 : Les Huissiers de Justice - P. Bricage - Paris
- 1950 : Les Bêtes que l'on appelle sauvages - André Demaison - X. P. - Paris
- 1950 : Le Cantique du soleil - Saint François d'Assise - J. Haumont - Paris
- 1950 : La Vouivre - Marcel Aymé - P. Bricage - Paris
- 1951 : Visages huguenots - J. Henig - Lausanne
- 1951 :  Helgvor du Fleuve Bleu - J. - H. Aîné Éditions G. P. -Paris
- 1953 : Fables de Jean de la Fontaine - 5 vol. - P. Bricage - Paris
- 1953 : Flibustiers et boucaniers - Oexmelin - Éditions G. P. - Paris
- 1953 : La Guerre du feu - J.-H. Rosny aîné - Éditions G. P. - Paris
- 1954 : Gens de métier dans la Bible - J. Hertig - Semeur Vaudois -Lausanne
- 1955 : Hippocrate - 5 vol. - Union latine d'éditions - Paris
- 1955 : Aubenas - Val d'Ardèche - J. Charay - Lescuyer - Lyon
- 1956 : Tristan et Iseut - Union latine d'éditions - Paris
- 1957 : Un homme d'Ouessant - Henri Queffélec - Biblio. et graveurs d'aujourd'hui - Paris
- 1958 : De rerum natura - Lucrèce - Préface et traduction de Mario Meunier - Bois originaux de Jean Chièze. Édité pour l'Union latine d'éditions par le Club bibliophile de France, Paris
- 1959 : L'Aigle de Mer - Ed. Peisson - La Belle Édition - Paris
- 1960 : Finis-Terrae - Ouessant - texte de Jean Chièze - Union latine d'éditions - Paris
- 1961 : La Table Ronde - 4 vol. - Union latine d'éditions - Paris
- 1962 : Galien - 4 vol. - Union latine d'éditions - Paris
- 1964 : Odeurs de forêt et fumets de table - Charles Forot - Le Pieonnier - Saint-Felicien
- 1964 : Finis Terrae - préface d'Henri Queffélec - Union latine d'éditions - Paris
- 1965 : De l'universalité de la langue française - Rivarol - P. Bricage - Paris
- 1966 : Œuvres complètes - Edgar Poe - Union latine d'éditions - Paris
- 1967 : Éloge de la Folie - Érasme - Union latine d'éditions - Paris
- 1970 : Hamlet - William Shakespeare - Union latine d'éditions - Paris
- 1975 : Ambroise Paré - Union latine d'éditions - Paris
- 1982 : Colomba - Prosper Mérimée - Les Compagnons du livre - Annonay

- Environ 50 plaquettes aux éditions du Pigeonnier de prose et poèmes (1927-1970)

À ces ouvrages s'ajoutent une quantité de gravures sur feuilles volantes et toute la série des Saints Patrons par laquelle Jean Chièze a rénové l'imagerie populaire en France. L'une de ses gravures est accompagné d'un poème de son ami Charles Forot, réalisé en hommage aux spahis tués face à l'armée allemande dans des combats en haute Ardèche.

## Postérité
Au lendemain de sa mort, une association portant son nom est créée qui a pour but l'encouragement de nouveaux artistes gravant sur bois. Elle est toujours active et propose un concours annuel.
Des œuvres sont visibles au musée de l'imprimerie de Lyon.